# Jožef Mirt
Jožef Mirt, slovenski teolog in filozof, * 3. februar 1894, Brestanica, † 24. december 1959, Maribor.
Rodil se je očetu Jožefu st. in materi Mariji (rojena Pleterki). Na Visoki bogoslovni šoli v Mariboru je v letih 1927−1941 predaval dogmatično teologijo. Bil je stolni kanonik.